# Octodiceras fontanum
Octodiceras fontanum là một loài Rêu trong họ Fissidentaceae. Loài này được (Bach. Pyl.) Lindb. mô tả khoa học đầu tiên năm 1863.